# Lexus Golf Cup
La Lexus Golf Cup est un tournoi annuel de golf professionnel féminins disputé par une équipe représentant l'Asie et une équipe internationale représentant le reste du monde. Cette épreuve est validée par la LPGA, mais les performances ne sont pas prises en compte dans le classement de la LPGA.
Le sponsor du tournoi est Lexus, un fabricant automobile de luxe. Dans le golf féminin ce tournoi complète la Solheim Cup, qui est disputé entre les équipes des États-Unis et l'Europe. 
Le tournoi inaugural s'est tenu du 9 décembre au 11 décembre 2005, avec une cagnotte totale de US$ 960 000 (50 000 $ à chaque membre de l'équipe gagnante et 30 000 $ aux membres de l'équipe perdante).
En 2005, les deux capitaines d'équipe ont été choisis au début de l'année ainsi que les joueuses afin de composer leurs équipes respectives. Un système de qualification a été utilisé pour débuter en 2006, avec chaque équipe composée des quatre joueuses[Quoi ?] du Classement Mondial Feminin Rolex.

## Résultats
| Année | Dates     | Lieu                                           | Équipe Gagnante | Score | Score | Équipe Perdante | Capitaines                  |
| ----- | --------- | ---------------------------------------------- | --------------- | ----- | ----- | --------------- | --------------------------- |
| 2007  | 7-9 déc   | Vines Golf and Country Club Perth, (Australie) | Asie            | 15    | 9     | Internationale  | Se Ri Pak Annika Sörenstam  |
| 2006  | 15-17 déc | Tanah Merah Country Club (Singapour)           | Asie            | 12½   | 11½   | Internationale  | Grace Park Annika Sörenstam |
| 2005  | 9-11 déc  | Tanah Merah Country Club (Singapour)           | International   | 16    | 8     | Asia            | Grace Park Annika Sörenstam |